# Personer i Sverige födda i Estland
Till personer i Sverige föda i Estland räknas personer som är folkbokförda i Sverige och som har sitt ursprung i Estland. Enligt Statistiska centralbyrån fanns det 2017 i Sverige sammanlagt cirka 10 200 personer födda i Estland. 2019 bodde det i Sverige sammanlagt 27 027 personer som antingen själva var födda i Estland eller hade minst en förälder som var det. Siffran innefattar inte personer födda 1944 -1991 då Estland var en del av Sovjetunionen.

## Historik

### Estnisk invandring i samband med andra världskriget
Tiotusentals estländare flydde till Sverige under andra världskriget, de flesta med båt över Östersjön. Estländarna blev den första stora flyktinggruppen till Sverige i modern tid. Särskilt inom den estlandssvenska minoriteten i Estlands kustområden var andelen flyktingar som lämnade Estland hög. Många estländare inkvarterades under de första åren i tillfälliga flyktingläger och kom antingen att slå sig ner i Sverige eller fortsatte vidare till andra länder efter krigsslutet, exempelvis till USA och Kanada; återvandring var ofta omöjlig på grund av Sovjetunionens ockupation.
I efterkrigsåren var invandringen från Sovjetunionen relativt liten. De få invandrarna var oftast kvinnor, gifta med svenskar eller i Sverige bosatta latinamerikaner som hade studerat i Sovjetunionen.
I Stockholm utgavs 1944-1995 tidningen Välis-Eesti (se estniska Wikipedia) och 1958 inrättades Estniska huset, som sedan 1971 ligger på Wallingatan.[källa behövs]

## Historisk utveckling

### Födda i Estland
| Personer i Sverige födda i Estland 1930–2024 | Personer i Sverige födda i Estland 1930–2024 | Personer i Sverige födda i Estland 1930–2024 | Personer i Sverige födda i Estland 1930–2024 | Personer i Sverige födda i Estland 1930–2024 |
| --- | -------------------------------------------- | -------------------------------------------- | -------------------------------------------- | -------------------------------------------- |
| |                                              |                                              |                                              |                                              |
| År |                                              |                                              | Folkmängd                                    |                                              |
| 1930 | 1930                                         |                                              | 492                                          |                                              |
| 1950 | 1950                                         |                                              | 25 062                                       |                                              |
| 1970 | 1970                                         |                                              | 18 513                                       |                                              |
| 1980 | 1980                                         |                                              | 15 331                                       |                                              |
| 1990 | 1990                                         |                                              | 11 971                                       |                                              |
| 2000 | 2000                                         |                                              | 10 253                                       |                                              |
| 2001 | 2001                                         |                                              | 10 152                                       |                                              |
| 2002 | 2002                                         |                                              | 10 079                                       |                                              |
| 2003 | 2003                                         |                                              | 9 964                                        |                                              |
| 2004 | 2004                                         |                                              | 9 920                                        |                                              |
| 2005 | 2005                                         |                                              | 9 870                                        |                                              |
| 2006 | 2006                                         |                                              | 9 820                                        |                                              |
| 2007 | 2007                                         |                                              | 9 800                                        |                                              |
| 2008 | 2008                                         |                                              | 9 763                                        |                                              |
| 2009 | 2009                                         |                                              | 9 942                                        |                                              |
| 2010 | 2010                                         |                                              | 10 010                                       |                                              |
| 2011 | 2011                                         |                                              | 10 058                                       |                                              |
| 2012 | 2012                                         |                                              | 10 145                                       |                                              |
| 2013 | 2013                                         |                                              | 10 206                                       |                                              |
| 2014 | 2014                                         |                                              | 10 268                                       |                                              |
| 2015 | 2015                                         |                                              | 10 303                                       |                                              |
| 2016 | 2016                                         |                                              | 10 221                                       |                                              |
| 2017 | 2017                                         |                                              | 10 214                                       |                                              |
| 2018 | 2018                                         |                                              | 10 094                                       |                                              |
| 2019 | 2019                                         |                                              | 9 847                                        |                                              |
| 2020 | 2020                                         |                                              | 9 606                                        |                                              |
| 2021 | 2021                                         |                                              | 9 459                                        |                                              |
| 2022 | 2022                                         |                                              | 9 509                                        |                                              |
| 2023 | 2023                                         |                                              | 9 571                                        |                                              |
| 2024 | 2024                                         |                                              | 9 490                                        |                                              |
| Anm.: Befolkning den 31 december respektive år förutom år 1970 som avser förhållandet den 1 november och år 1980 som avser förhållandet den 15 september. |                                              |                                              |                                              |                                              |